# Наутико
«На́утико» (порт. Clube Náutico Capibaribe, Капибарибе — название реки в Ресифи) — бразильский футбольный клуб из города Ресифи, штат Пернамбуку. Клуб является одним из трёх грандов своего штата (наряду с «Санта-Крузом» и «Спортом»).

## История
«Наутико» является одним из старейших клубов в Бразилии. Первоначально была образована регатная команда, а затем (с 1905 года) в её рядах стал культивироваться футбол. Регатная же школа, имеющая в своём распоряжении современный навигационный комплекс, является одной из сильнейших в Бразилии по сей день. С самого основания команда стала позиционироваться как «клуб для богачей», аристократов.
Высшим достижением «Наутико» является выход в финал Кубка Бразилии в 1967 году. Существенность этому придаёт также тот факт, что в то время в Бразилии отсутствовал единый чемпионат, а его роль фактически выполнял Кубок.
«Наутико» мог вернуться в Серию А ещё в 2005 году, но в напряжённом противостоянии с «Гремио» не смог добиться повышения в классе. В 2006 году команда заняла третье место в Серии B и вернулась в элиту.
Согласно данным двух исследовательских институтов (Ibope и Datafolha), опубликовавших результаты своих исследований в 2004 и 2006 годах соответственно, «Наутико» является третьим по популярности клубом своего штата.

## Форма
- Основная форма команды: красно-белые футболки в вертикальную полоску, красные трусы и гетры.
- Запасная форма: белые футболки, красные трусы и гетры.

## Достижения
- Чемпионат штата Пернамбуку (24): 1934, 1939, 1945, 1950, 1951, 1952, 1954, 1960, 1963, 1964, 1965, 1966, 1967, 1968, 1974, 1984, 1985, 1989, 2001, 2002, 2004, 2018, 2021, 2022
- Обладатель Кубка штата Пернамбуку (1): 2011
- Вице-чемпион Бразилии (1): 1967